# История почты и почтовых марок Мьянмы
История почты и почтовых марок Мьянмы, ранее известной как Бирма, расположенной в Юго-Восточной Азии, в северной части полуострова Индокитай, условно подразделяется на период колониальной зависимости от Великобритании: вначале в составе Британской Индии (1886—1937), затем как отдельная колония Бирма (1937—1947), и на период независимости: Бирманский Союз (1948—1974), Социалистическая Республика Бирманский Союз (1974—1990), Республика Союз Мьянма (с 1990). С 1949 года Мьянма является членом Всемирного почтового союза и эмитирует собственные почтовые марки.

## Развитие почты
Развитие почтовой связи было обусловлено военными нуждами во время Первой англо-бирманской войны (1824—1826) и опиралось на соседнюю Бенгалию. К 1827 году было открыто почтовое отделение в Акьябе, к 1837 году появились 4 филиала в Кьёук-Фио (Kyouk Phyoo), Рамри (Ramree), Сандвае (Sandway) и Моулмейне. C 1838 года в Бирме стали применяться почтовые штемпеля.
Вскоре после захвата британцами Рангуна в 1852 году там была введена должность почтмейстера, а почтовая связь охватила провинцию Пегу.
С 1 октября 1854 года для оплаты почтовых услуг начали использоваться почтовые марки (см. подробнее ниже). В 1856 году Бирма была включена в Бенгальский почтовый округ.
С открытием в феврале 1860 года почтового отделения в Порт-Блэре на Андаманских островах в Бирме насчитывалось уже 22 почтовых отделения, где корреспонденция гасилась номерными почтовыми штемпелями бенгальского почтового округа.
Появление в 1861 году отдельного почтового округа Пегу привело к формированию в 1862 году (по другим данным — в 1861 году) Бирманского почтового округа. В этой связи произошли изменения в почтовых штемпелях: букву «В» (от англ. Bengal — «Бенгалия») перед номером сменила буква «R» (от Rangoon — «Рангун»). Услугами почты мало кто пользовался в те времена кроме иностранцев, в связи с чем вплоть до 1874 года не было необходимости в развитии провинциальной почтовой сети. В течение многих лет внутреннее почтовое сообщение, осуществлявшееся с помощью гонцов и речных лодок, оставалось медленным и затруднённым. Почтовые отправления в Европу пересылались через Калькутту посредством индийской почтовой службы. В период с 1869 года по 1885 год то открывались, то закрывались местные почтовые отделения в Мандалае и Бамо, пока те оставались в составе государства Ава.
С 1887 года в Бирме появились почтовые вагоны и передвижные почтовые отделения на речных пароходах.
В октябре 1933 года был открыт регулярный индийский авиапочтовый маршрут из Англии в Акьяб и Рангун, вскоре продлённый до Сингапура.
В период Второй мировой войны Армия независимости Бирмы возобновила почтовую связь в мае 1942 года с разрешения японской оккупационной администрации. В августе того же года почтовая служба перешла в ведение японской генеральной дирекции, но уже в ноябре 1942 года была снова переподчинена Армии независимости Бирмы.
В 1975 году в Бирме работали 1094 почтовых отделения.

## Выпуски почтовых марок

### Британская Индия
С 1854 года до 1937 года на территории Бирмы находились в обращении почтовые марки Британской Индии без каких-либо надпечаток. Такие марки определяются только по оттискам на них почтовых штемпелей, которые после 1856 года специально изготовлялись для бирманских почтовых отделений.

### Колония Бирма
Первыми почтовыми марками Бирмы стали почтовые марки Британской Индии с надпечаткой «BURMA» («Бирма»), выпущенные 1 апреля 1937 года.
Первыми почтовыми марками с надписью «Бирма» не на надпечатке, а на оригинальном рисунке самой марки был стандартный выпуск с портретом короля Георга VI, эмитированный в 1938—1940 годах. Почтовая марка из этого выпуска номиналом в 1 анну известна как в литографском, так и в типографском исполнении.
6 мая 1940 года вышла коммеморативная марка в ознаменование столетия первой почтовой марки. Она была создана посредством надпечатывания специального рисунка на обычной стандартной марке номиналом 2 анны и 6 писов.

### Британская военная администрация
После освобождения Бирмы в конце Второй мировой войны и при Британской военной администрации была постепенно восстановлена нормальная почтовая связь. В 1945 году на довоенном стандартном выпуске Бирмы 1938 года была сделана надпечатка текста «MILY ADMN» (сокращённо от «Military administration» — «Военная администрация»):

### Британская гражданская администрация
Когда в Бирме была восстановлена гражданская администрация, в почтовое обращение вышли новые стандартные марки с рисунком марок 1938 года, но выполненные в других цветах:
- 1 рупия (Mi #63; Yt #46)
- 10 рупий (Mi #66)

2 мая 1946 года вышла памятная серия из четырёх почтовых марок, посвящённая победе союзников во Второй мировой войне. В 1947 году на стандартной серии 1946 года была сделана надпечатка «Временное правительство» на бирманском языке.

### Независимая республика

#### Бирманский союз
4 января 1948 года Бирма стала независимой федеральной республикой под названием Бирманский союз. В честь провозглашения независимости в январе 1948 года вышла памятная серия из почтовых марок пяти номиналов с рисунком марки номиналом в 2 анны из серии, посвящённой победе во Второй мировой войне, с одним отличием: портрет британского монарха сменил портрет героя борьбы за независимость генерала Аун Сана. На почтовых марках этой серии название молодого государства было указано ещё как «Burma» («Бирма»), но уже на следующем, вышедшем 19 июля 1948 года, выпуске в память погибших в борьбе за независимость стояла надпись «Union of Burma» («Бирманский Союз»), а также на бирманском языке. Под этим именем почтовые марки выпускались до 1973 года.
В первую годовщину независимости в почтовом обращении появилась первая серия стандартных марок молодой республики. В 1952 году она была перевыпущена в изменённых цветах и с помощью другого способа печати. В 1954 году серия стандартных марок этого же рисунка была эмитирована с указанием номиналов в новой валюте.
Специальными памятными выпусками были отмечены семидесятипятилетие и столетие Всемирного почтового союза, дни независимости республики, некоторые национальные и международные события.
Первый почтовый блок был выпущен в стране в 1971 году и был посвящён Первому съезду Партии бирманской социалистической программы.

#### Социалистическая Республика Бирманский Союз
С 1974 года на почтовых марках ставилась надпись «Socialist Republic of the Union of Burma» («Социалистическая Республика Бирманский Союз»).
2 марта 1974 года принятие новой конституции было отмечено серией памятных марок. На марке номиналом в 15 пья из этой серии помещены изображения флагов Бирмы и семи национальных округов, входящих в состав Социалистической Республики Бирманский Союз.
Выпуском серии из трёх почтовых марок отмечены Олимпийские игры в Москве 1980 года.

#### Союз Мьянма
С 1990 года в связи с изменением названия государства на почтовых марках появляется надпись «Union of Myanmar» («Союз Мьянма»).

## Служебные марки
Все выпуски бирманских стандартных почтовых марок колониального периода, за исключением выпусков британской военной администрации, снабжались надписью «Service» («Служебная») и использовались для оплаты служебной корреспонденции.
Использование служебных марок продолжается до настоящего времени, для этого на стандартных марках ставится соответствующая надпечатка («Служебная») на бирманском языке.

## Региональный выпуск Армии независимости Бирмы
Созданная в 1941 году, Армия независимости Бирмы в 1942 году установила контроль над дельтой реки Иравади. В мае 1942 года на колониальных марках была сделана надпечатка с изображением павлина с распущенным хвостом. Известны надпечатки семи типов, которые производились в городах Мьяунмья, Бассейн и Хинтада. В августе 1942 года бирманская почтовая служба перешла под контроль японских оккупационных сил.

## Японские оккупационные выпуски
Во время Второй мировой войны Бирма была оккупирована Японией с 1942 года по 1945 год.
1 июня 1942 года в обращении появилась первая почтовая марка японской оккупационной администрации, являвшаяся просто оттиском факсимиле главы почтовой службы японской армии Сидзуо Яно (яп. 矢野静雄). Затем была выпущена почтовая марка номиналом в 1 анну с изображением крестьянина с быками и с надписью на японском языке.
В сентябре 1942 года вышли почтовые марки Японии, на которых была сделана надпечатка стоимости в бирманской валюте. Уже в октябре на марках этого выпуска вручную были выполнены надпечатки новой валюты (1 рупия = 100 центов) с полным или частичным зачеркиванием прежнего номинала. В том же месяце в почтовом обращении появились японские почтовые марки с надпечаткой номинала в центах.
После передачи в ноябре 1942 года почтовой службы в ведение бирманской администрации 15 февраля 1943 года ею была эмитирована почтовая марка с изображением эмблемы администрации в зубцовом и беззубцовом вариантах. В 1943 году вышли две серии стандартных марок оригинальных рисунков. Кроме того, формальное провозглашение «независимого» Государства Бирмы было отмечено памятной серией, которая была также выпущена без зубцов и предназначалась для подарков. В 1943 году и в 1944 году почтовые марки эмитировались правительством Бирмы с разрешения оккупационных войск.
- Почтовые марки японской оккупации Бирмы во Вторую мировую войну
- 1 июня 1942: «Марка Яно», изданная японской оккупационной администрацией (Mi #47)
- 26 марта 1943: стандартная марка, 15 центов (Mi #83)
- 1 августа 1943: марка в честь провозглашения «независимого» Государства Бирмы, 1 цент (Mi #86C; Yt #33a)
- 1 октября 1943: марка Государства Бирмы, 30 центов (Mi #96; SG #95)
- То же, 2 рупии (Mi #98; SG #97)

В созданном японскими оккупантами марионеточном Шанском государстве также выпускались почтовые марки. Первые марки для местной почты, представлявшие собой надпечатки на японских почтовых марках номинала 3 цента синим цветом и 5 центов фиолетовым цветом (в отличие от аналогичных надпечаток чёрного цвета, бывших в обращении в остальной части Бирмы), были выпущены в 1942 году.
В 1943 году для Шанского государства была эмитирована серия почтовых марок семи номиналов (от 1 до 30 центов) с изображением телеги, запряжённой буйволами (4 номинала), и шанской женщины (3 номинала), с надписями на японском языке.
В связи с переходом в ноябре 1943 года Шанского государства под контроль бирманской администрации на его почтовых марках семи номиналов была сделана надпечатка на бирманском языке надписи «Бирманское государство», после чего они стали использоваться на всей территории оккупированной Бирмы.

## Местные выпуски
В июле-августе 1942 года в находящемся в окружении японской армии районе Чин Хиллс на бирманских почтовых марках ручным штампом или на пишущей машинке была сделана надпечатка аббревиатуры «OHMS» («On His Majesty’s Service» — «На службе Его Величества») и слова «Service» («Служебная»). Такими марками оплачивалась пересылка служебных почтовых отправлений.
В 1964 году на почтовой марке 1954 года номиналом в 3 пья была выполнена надпечатка «Service» («Служебная»). Тираж выпуска составил 160 тысяч штук.